# Famille de Thémis
Pour les articles homonymes, voir Thémis (homonymie).
La famille de Thémis est une famille d'astéroïdes d'Hirayama (possédant des éléments orbitaux similaires) située dans la zone externe de la ceinture principale, entre les orbites de Mars et de Jupiter. Située à une distance moyenne de 3,13 ua du Soleil, c'est l'une des familles d'astéroïdes les plus peuplées. Elle est constituée d'un groupe central bien défini d'astéroïdes assez gros et d'une région périphérique d'astéroïdes plus petits. Le groupe central comprend (et est nommé d'après) l'astéroïde (24) Thémis, découvert le 5 avril 1853 par l'astronome italien Annibale De Gasparis.
Les astéroïdes de la famille de Thémis partagent les éléments orbitaux suivants :
- demi-grand axe compris entre 3,08 ua et 3,24 ua
- excentricité comprise entre 0,09 et 0,22
- inclinaison inférieure à 3°

La famille de Thémis est l'une des plus grandes et des plus anciennement identifiées parmi les familles dynamiques d'astéroïdes, et est constituée d'astéroïdes de type C avec une composition supposée similaire à celle des chondrites carbonées. Actuellement, la famille de Thémis comprend environ 535 astéroïdes, dont les principaux sont les suivants : 
- (24) Thémis
- (62) Érato
- (90) Antiope
- (104) Clymène
- (171) Ophélie
- (468) Lina
- (526) Jena
- (846) Lipperta